# Dasyhelea nyasae
Dasyhelea nyasae är en tvåvingeart som beskrevs av Ingram och John William Scott Macfie 1925. Dasyhelea nyasae ingår i släktet Dasyhelea och familjen svidknott. Inga underarter finns listade i Catalogue of Life.